# Alfred Y. Cho
Alfred Yi Cho, chinesisch 卓以和, (* 10. Juli 1937 in Peking) ist ein chinesisch-US-amerikanischer Elektroingenieur.
Cho ging 1949 nach Hongkong, wo er die Schule besuchte. Er studierte Elektrotechnik an der University of Illinois, wo er 1961 seinen Masterabschluss erwarb und 1968 promoviert wurde. Dazwischen war er ab 1961 bei der Ion Physics Corporation in Burlington (Massachusetts) und ab 1962 in den TRW Space Technology Laboratories in Redondo Beach, wo er an Ionenstrahlen hoher Intensität forschte. 1968 ging er an die Bell Laboratories, wo er 1984 Abteilungsleiter wurde und 1987 Leiter des Materials Processing Research Lab. Er war dort ab 1990 Direktor der Halbleiterforschung.
Cho gilt als einer der Erfinder der Molekularstrahlepitaxie (Molecular Beam Epitaxie, MBE), die er Ende der 1960er Jahre mit John R. Arthur an den Bell Labs entwickelte. Mit Federico Capasso entwickelte er auch den Quantenkaskadenlaser an den Bell Labs in den 1990er Jahren. Er publizierte über 400 Arbeiten und hält 46 Patenten (2010).
Zu seinen zahlreichen Preisen zählen die IEEE Medal of Honor (1993), die Elliott Cresson Medal des Franklin Institute (1995), die Heinrich Welker Medaille von Siemens (1986), der American Physical Society International Prize for New Materials (1982), der Morris E. Liebmann Award der IEEE und  1994 die National Medal of Science und den Von Hippel Award. 2015 wurde er mit dem Rumford-Preis ausgezeichnet. Er ist Mitglied der National Academy of Sciences, der American Academy of Arts and Sciences, der National Academy of Engineering und er American Philosophical Society sowie Fellow der American Physical Society und des IEEE.  2009 wurde er in die National Inventors Hall of Fame aufgenommen.
Cho ist verheiratet und hat einen Sohn und drei Töchter.